# Natalia Jabrzyk
Natalia Jabrzyk (3 maart 2001, Tomaszów Mazowiecki) is een Pools langebaanschaatsster.
In 2018 haalt ze een bronzen medaille op de Wereldkampioenschappen schaatsen junioren 2018 op het onderdeel teamsprint.
In 2021 debuteerde Jabrzyk op de Europese kampioenschappen schaatsen 2021 met een vijftiende plek in het eindklassement.

## Persoonlijke records[4]
| Afstand    | Tijd    | Datum           | Baan           |
| ---------- | ------- | --------------- | -------------- |
| 500 meter  | 39,50   | 12 oktober 2024 | Inzell         |
| 1000 meter | 1.15,03 | 24 januari 2025 | Calgary        |
| 1500 meter | 1.55,75 | 25 januari 2025 | Calgary        |
| 3000 meter | 4.14,83 | 26 januari 2024 | Salt Lake City |
| 5000 meter | 7.31,51 | 12 januari 2025 | Heerenveen     |

## Resultaten
| Jaar | EK Sprint                | EK Allround          | WK Afstanden                       | WK Junioren                            |
| ---- | ------------------------ | -------------------- | ---------------------------------- | -------------------------------------- |
| 2017 |                          |                      |                                    | 20e (37e, 30e, 29e, 26e)               |
| 2018 |                          |                      |                                    | 14e (29e, 22e, 21e, 21e)               |
| 2019 |                          |                      |                                    | 13e (36e, 24e, 25e, 18e) 6e massastart |
| 2020 |                          |                      |                                    | 5e (15e, 14e, 6e, 14e) 4e massastart   |
| 2021 | 15e (16e, 14e, 16e, 11e) |                      |                                    |                                        |
|      |                          |                      |                                    |                                        |
| 2023 |                          |                      | 20e 1000m                          |                                        |
| 2024 |                          |                      | 19e 1500m 7e achtervolging         |                                        |
| 2025 |                          | 8e · (, 11e, 6e, 8e) | 12e 1000m 12e 1500m 13e massastart |                                        |

(#, #, #, #) = afstandspositie op sprinttoernooi (500m, 1000m, 500m, 1000m) of op juniorentoernooi (500m, 1500m, 1000m, 3000m) of op allroundtoernooi (500m, 3000m, 1500m, 5000m).